# Astragalus gongshanensis
Astragalus gongshanensis es una especie de planta del género Astragalus, de la familia de las leguminosas, orden Fabales.

## Distribución
Astragalus gongshanensis se distribuye por China.

## Taxonomía
Fue descrita científicamente por Podlech & L. R. Xu. Fue publicada en Novon 17: 241 (2007).